# Пуща-Маряньска (гмина)
Пуща-Маряньска (пол. Puszcza Mariańska) — сельская гмина (волость) в Польше, входит как административная единица в Жирардувский повет, Мазовецкое воеводство. Население — 8431 человек (на 2004 год).

## Демография
| Перепись                       | Всего   | Всего | Женщины | Женщины | Мужчины | Мужчины |
| ------------------------------ | ------- | ----- | ------- | ------- | ------- | ------- |
| Единицы                        | человек | %     | человек | %       | человек | %       |
| Население                      | 8431    | 100   | 4203    | 49,9    | 4228    | 50,1    |
| Плотность населения (чел./км²) | 59,2    | 59,2  | 29,5    | 29,5    | 29,7    | 29,7    |

## Сельские округа
1. Александря
2. Бартники
3. Беднары
4. Берник
5. Буды-Закляшторне
6. Длугоконты
7. Длугоконты-Мале
8. Гурки
9. Грабина-Радзивилловска
10. Хута-Партацка
11. Камён
12. Карнице
13. Корабевице
14. Лисоволя
15. Михалув
16. Мрозы
17. Нова-Хута
18. Новы-Лайщев
19. Пуща-Маряньска
20. Радзивиллув
21. Сапы
22. Стары-Каролинув
23. Стары-Лайщев
24. Студзенец
25. Валеряны
26. Затор

## Соседние гмины
1. Гмина Болимув
2. Гмина Ковесы
3. Гмина Мщонув
4. Гмина Новы-Кавенчин
5. Гмина Радзеёвице
6. Гмина Скерневице
7. Гмина Вискитки
8. Жирардув